# Pīr Khodāverdī
Pīr Khodāverdī (persiska: پير خُداوِردی, پيرِ شاهوِردی, پیرخداوردی) är en ort i Iran.   Den ligger i provinsen Hamadan, i den nordvästra delen av landet, 270 km sydväst om huvudstaden Teheran. Pīr Khodāverdī ligger 1 919 meter över havet och antalet invånare är 119.
Terrängen runt Pīr Khodāverdī är lite kuperad.Runt Pīr Khodāverdī är det ganska tätbefolkat, med 104 invånare per kvadratkilometer. Närmaste större samhälle är Malāyer, 10,1 km väster om Pīr Khodāverdī. Trakten runt Pīr Khodāverdī består i huvudsak av gräsmarker.